# Биомедицина
Биомедици́на, биологи́ческая меди́цина, медици́нская биоло́гия, также называемая теорети́ческой медици́ной — раздел медицины, изучающий с теоретических позиций организм человека, его строение и функцию в норме и патологии, патологические состояния, методы их диагностики, коррекции и лечения.
Биомедицина включает накопленные сведения и исследования, в большей или меньшей степени общие медицине, ветеринарии, стоматологии и фундаментальным биологическим наукам, таким, как химия, биологическая химия, биология, гистология, генетика, эмбриология, анатомия, физиология, патология, биомедицинский инжиниринг, зоология, ботаника и микробиология.
Как правило, биомедицина не затрагивает практику медицины в такой степени, в какой она занята теорией и исследованиями в медицине. Результаты биомедицины делают возможным появление новых лекарственных средств, индуцированных стволовых клеток для клеточной терапии, более глубокое, молекулярное понимание механизмов, лежащих в основе болезни, тем самым создавая фундамент для всех медицинских приложений, диагностики и лечения.

## Отрасли биомедицины
Из наиболее развитых отраслей биомедицины следует отметить такие, как
- биомедицинская технология и её приложения в виде терапевтического клонирования, клонирования[8][9]
- биомеханика и её приложения в виде биомеханики человека, клинической биомеханики, биомеханики спорта.

## Образование по биомедицине
Биомедицинские программы образования (иногда называемые программами по подготовке врача-исследователя, клинициста) предоставляются на большинстве медицинских факультетов в странах мира, как правило, имея целью подготовку профессионалов с ведущим положением в медицинских исследованиях и разработках. Первым факультетом в СССР, занимавшимся подготовкой специалистов по биомедицине, является МБФ — Медико-биологический факультет 2-го Московского государственного медицинского института (ныне одноимённый факультет Российского национального исследовательского медицинского университета имени Н. И. Пирогова). Получаемое образование отчётливо фокусируется на биологии человека и фундаментальных науках, на том, как приложить полученные знания к медицинской и клинической среде. Овладение знаниями по программе включает сдачу экзаменов на степень магистра медицины и может различаться по размаху и глубине проработки в разных странах мира и/или на разных факультетах. Обычно лицо, которое завершило такую программу, или активно действует в области биомедицины, называют врачoм-исследователем, или биомедиком.

## Примечание
1. ↑  Большая российская энциклопедия : [в 35 т.] / гл. ред. Ю. С. Осипов. — М. : Большая российская энциклопедия, 2004—2017.
2. ↑  Medicine Definition. Дата обращения: 31 июля 2009. Архивировано 8 июля 2009 года.
3. ↑  Bronzino, Joseph D. (April 2006). The Biomedical Engineering Handbook, Third Edition. CRC Press. ISBN 978-0-8493-2124-5. http://crcpress.com/product/isbn/9780849321245 Архивная копия от 24 февраля 2015 на Wayback Machine
4. ↑  «Bacteriology at The Free Online Dictionary». http://www.thefreedictionary.com/bacteriologist Архивная копия от 6 июня 2011 на Wayback Machine. Retrieved on 2007-03-11.
5. ↑  «Virology at The Free Online Dictionary». http://www.thefreedictionary.com/virology Архивная копия от 6 июня 2011 на Wayback Machine. Retrieved on 2007-03-11.
6. ↑  Oxford Dictionary of Biochemistry and Molecular Biology.Oxford:Oxford Scienxe Publications,1997. ISBN 0-19-854768-4.740 pp.
7. ↑  Rose,Nikolas(2007) The Politics of Life Itself:Biomedicine.Power, and Subjectivity in the Twenty-First Centuty.Princeton,New Jersey:Princeton University Press.p.372.ISBN 0-691-12191-5
8. ↑  Doctors grow organs from patients' own cells, CNN, April 3, 2006
9. ↑  Trial begins for first artificial liver device using human cells, University of Chicago, February 25, 1999
10. ↑  «Hot Jobs». http://texashotjobs.org/ Архивная копия от 15 апреля 2009 на Wayback Machine. Retrieved on 2007-03-11
11. ↑  «Health Careers». Архивированная копия. Дата обращения: 11 марта 2007. Архивировано из оригинала 29 сентября 2007 года.. Retrieved on 2007-03-11.
12. ↑  «NHS Careers». http://www.nhscareers.nhs.uk/details/Default.aspx?Id=273 Архивная копия от 6 июля 2009 на Wayback Machine. Retrieved on 2007-03-11.
13. ↑  «Research scientist (medical) at Prospects». February 2006.
http://www.prospects.ac.uk/cms/ShowPage/Home_page/Explore_types_of_jobs/Types_of_Job/p!eipaL?state=showocc&pageno=1&idno=278 Архивная копия от 26 мая 2008 на Wayback Machine. Retrieved on 2007-03-11.
14. ↑  Paul D. Ellner (2006). The Biomedical Scientist as Expert Witness. ASM Press. ISBN 1-55581-345-3